# داليبور تشوتورا
داليبور تشوتورا (بالسيريلية الصربية: Dalibor Čutura) مواليد 14 يونيو 1975 في جمهورية يوغوسلافيا الاشتراكية الاتحادية، هو لاعب كرة يد صربي. يلعب حاليا مع دوبروجا سود كونستانتسا ويحمل الرقم 17. مثل منتخب صربيا لكرة اليد. شارك في دورة الألعاب الأولمبية الصيفية سنة 2012. حقق المركز الثاني في البطولة الأوروبية لكرة اليد للرجال 2012.

## المسيرة الاحترافية
لعب مع نادي فيسبرم لكرة اليد في موسم 1998–1999، ثم لعب مع أديمار ليون في الدوري الإسباني من سنة 2010 إلى 2012، ثم لعب مع دوبروجا سود كونستانتسا في الدوري الروماني من سنة 2012 إلى 2015، ثم لعب مع دوبروجا سود كونستانتسا في سنة 2015.

## سجل المنافسة
شارك في البطولات التالية:
- بطولة أوروبا لكرة اليد للرجال 2012
- الألعاب الأولمبية الصيفية 2012

## الميداليات
| الميدالية | المسابقة                           |
| --------- | ---------------------------------- |
| فضية      | بطولة أوروبا لكرة اليد للرجال 2012 |

## روابط خارجية
- داليبور تشوتورا على موقع الاتحاد الأوروبي لكرة اليد (الإنجليزية)
- داليبور تشوتورا على موقع اللجنة الأولمبية الدولية (الإنجليزية)
- داليبور تشوتورا على موقع أوليمبيديا (الإنجليزية)
- داليبور تشوتورا على موقع اللجنة الأولمبية الصربية (الصربية)